# 아이스 댄싱

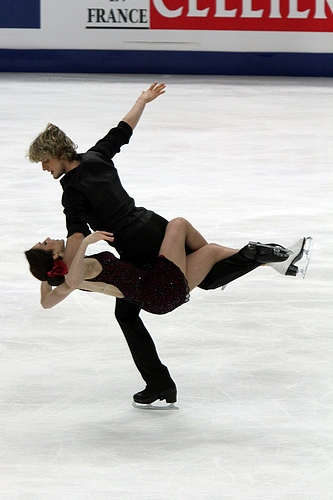
2011년 세계 피겨스케이팅 선수권 대회 챔피언 아이스 댄서인 메릴 데이비스 / 찰리 화이트가 댄스 리프트를 선보이는 모습. 댄스 리프트에는 페어 리프트에 따라 여러 종류가 있다.

아이스 댄싱 또는 아이스 댄스(ice dance)는 피겨스케이팅의 규율로 사교 댄스의 종류 중 하나로, 1952년 세계 피겨스케이팅 선수권 대회와 1976년 동계 올림픽에 메달 종목으로 채택되었다. 일부 비 ISU 선수의 경우, 솔로로 활동하는 경우도 있다.
아이스 댄싱은 역사적으로 볼룸 댄스에서 파생된 피겨 스케이팅 분야이다. 1952년 세계 피겨 스케이팅 선수권 대회에 참가했고, 1976년 동계 올림픽 메달 종목이 됐다. 피겨 스케이팅을 주관하는 국제빙상연맹(ISU)에 따르면 아이스댄싱 팀은 여자 1명과 남자 1명으로 구성된다.
페어 스케이팅과 마찬가지로 아이스댄싱은 19세기 스케이팅 클럽과 조직, 레크리에이션 소셜 스케이팅에 의해 개발된 "복합 스케이팅"에 뿌리를 두고 있다. 커플과 친구들은 스케이트를 타고 왈츠, 행진곡, 기타 사교 댄스를 췄다. 아이스 댄싱의 첫 번째 단계는 볼룸 댄스의 단계와 유사했다. 1800년대 후반, "피겨 스케이팅의 아버지"로 알려진 미국의 잭슨 헤인즈(Jackson Haines)는 왈츠 스텝과 사교 댄스를 포함한 자신의 스케이팅 스타일을 유럽에 가져왔다. 19세기 말에는 빙상 왈츠 대회가 전 세계적으로 인기를 끌었다. 1900년대 초반까지 아이스 댄싱은 전 세계적으로 인기를 끌었고 주로 레크리에이션 스포츠였다. 하지만 1920년대에는 영국과 미국의 지역 스케이트 클럽이 비공식 댄스 대회를 열었다. 레크리에이션 스케이팅은 1930년대 영국에서 더욱 인기를 끌었다.
최초의 전국 대회는 1930년대 영국, 캐나다, 미국, 오스트리아에서 열렸다. 최초의 국제 아이스댄싱 대회는 1950년 런던에서 열린 세계 선수권 대회에서 특별 종목으로 열렸다. 1950년대와 1960년대에는 영국 아이스댄싱 팀이 이 스포츠를 지배했고, 1990년대까지는 소련 팀이 지배했다. 아이스 댄싱은 1952년 세계 피겨 스케이팅 선수권 대회에 공식적으로 추가되었다. 1976년에 올림픽 스포츠가 되었다. 1980년대와 1990년대에 아이스 댄서, 코치, 안무가들은 아이스 댄싱을 볼룸에서 유래한 것에서 좀 더 연극적인 공연으로 옮기려는 시도를 했다. ISU는 아이스댄싱과 볼룸댄스의 연관성을 강조하기 위해 아이스댄싱의 규정과 정의를 더욱 강화했다. 1990년대 후반과 2000년대 초반, 아이스댄싱은 일련의 심사 스캔들로 인해 스포츠로서의 완전성을 많이 잃었고, 이는 다른 피겨 스케이팅 분야에도 영향을 미쳤다. 분쟁을 해결하기 위해 1년 동안 스포츠를 중단하라는 요청이 있었는데, 이는 북미 아이스댄싱 팀에 가장 큰 영향을 미치는 것으로 보인다. 2000년대 초반부터 북미 팀들이 스포츠를 장악하기 시작했다.
2010-11년 피겨 스케이팅 시즌 이전에는 아이스 댄싱 대회에는 컴펄서리 댄스(CD), 오리지널 댄스(OD), 프리 댄스(FD)의 세 부분이 있었다. 2010년 ISU는 CD와 OD를 없애고 새로운 쇼트 댄스(SD) 부문을 대회 일정에 추가하여 대회 형식을 변경하기로 결정했다. 2018년 ISU는 쇼트댄스의 명칭을 리듬댄스(RD)로 바꾸기로 결정했다.
아이스댄싱은 선수가 반드시 수행해야 하는 요소와 균형 잡힌 아이스댄싱 프로그램을 구성하는 요소를 요구한다. 여기에는 댄스 리프트, 댄스 스핀, 스텝 시퀀스, 트위즐 및 안무 요소가 포함된다. 이는 달리 명시하지 않는 한 ISU가 발행한 통신문에 설명된 대로 특정 방식으로 수행되어야 한다. 매년 ISU는 낙상, 방해, 시간, 음악, 복장에 관한 규칙 위반 등 다양한 이유로 경기 점수에서 감점될 수 있는 점수를 명시한 목록을 발표한다.